# Castillo de Caracuel
El castillo de Caracuel es una construcción militar de origen musulmán edificada en diferentes épocas a partir del siglo IX, pasando por el XII y XIII. Está situado en la localidad española de Corral de Calatrava, perteneciente al municipio de Caracuel de Calatrava, en la provincia de Ciudad Real (Castilla-La Mancha).

## Historia
Fortificación de fundación musulmana reutilizada y trasformada por la Orden de Calatrava. Cuenta la leyenda que en este castillo vivía una reina árabe llamada Clara. El nombre de Caracuel derivó de caracruel por la cara tan cruel que habría tenido dicha reina. En 1085 con la caída de Toledo pasa a poder de Alfonso VI, aunque debió ser solo de jure, ya que años después formó parte de la dote de la mora Zaida en el año 1091. Perdido y reconquistado en varias ocasiones pasó a propiedad de la Orden tras la batalla de las Navas.

## Descripción
Conserva restos de murallas, de dependencias y torre albarrana pentagonal. 

## Conservación
A pesar de encontrarse bajo la protección de la declaración genérica del Decreto de 22 de abril de 1949, y la Ley 16/1985 sobre el Patrimonio Histórico Español se encuentra en estado de ruina, sumido en un proceso de progresivo deterioro por abandono y hundimiento de sus estructuras.